# Império do Divino Espírito Santo de Santo António

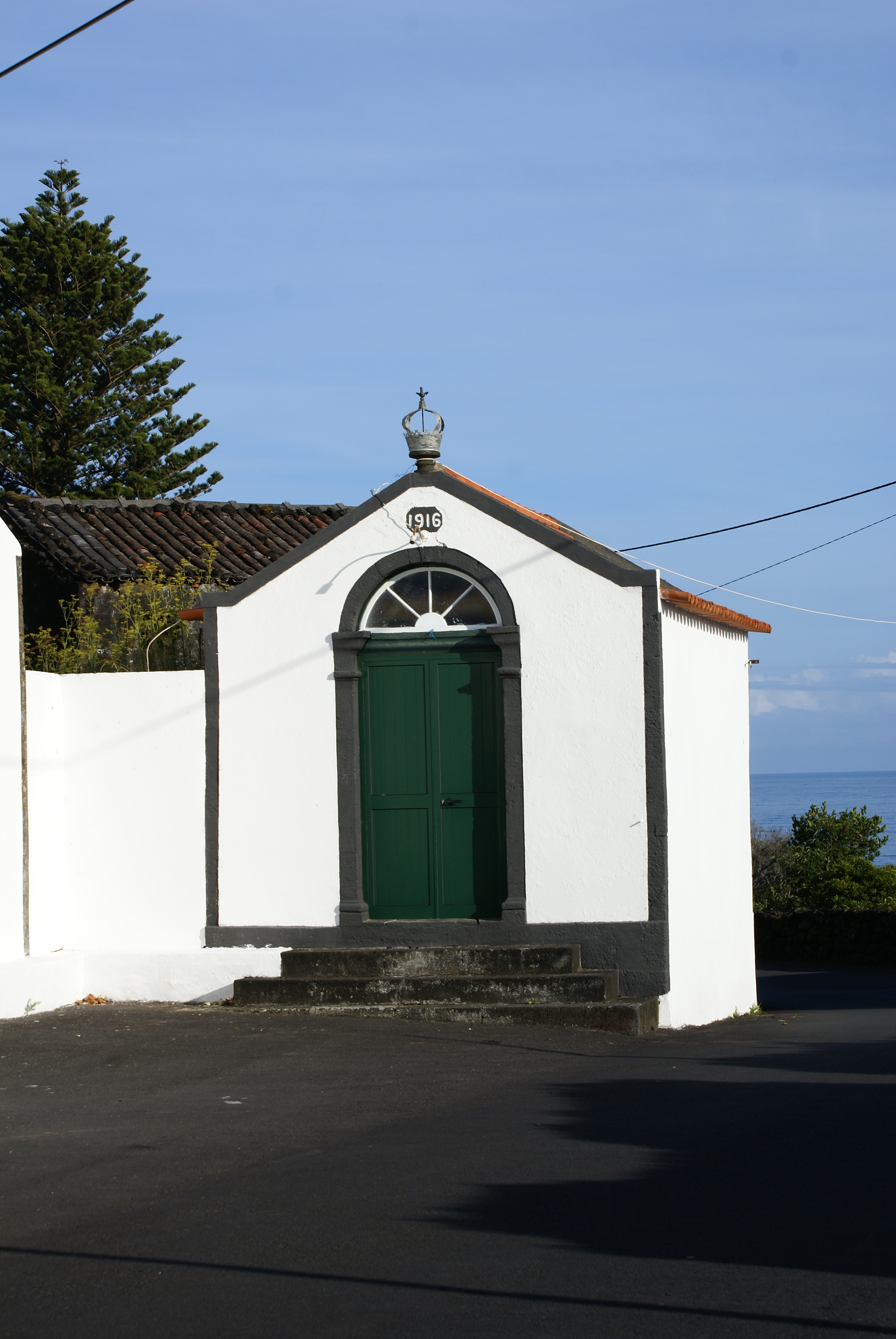
Império do Espírito Santo de Santo António.

O Império do Divino Espírito Santo de Santo António é um Império do Espírito Santo português que se localiza na freguesia de Santo António, concelho de São Roque do Pico, ilha do Pico, arquipélago dos Açores.
Este império foi fundado em 1916, data que ostenta na fachada.